# 人头录音

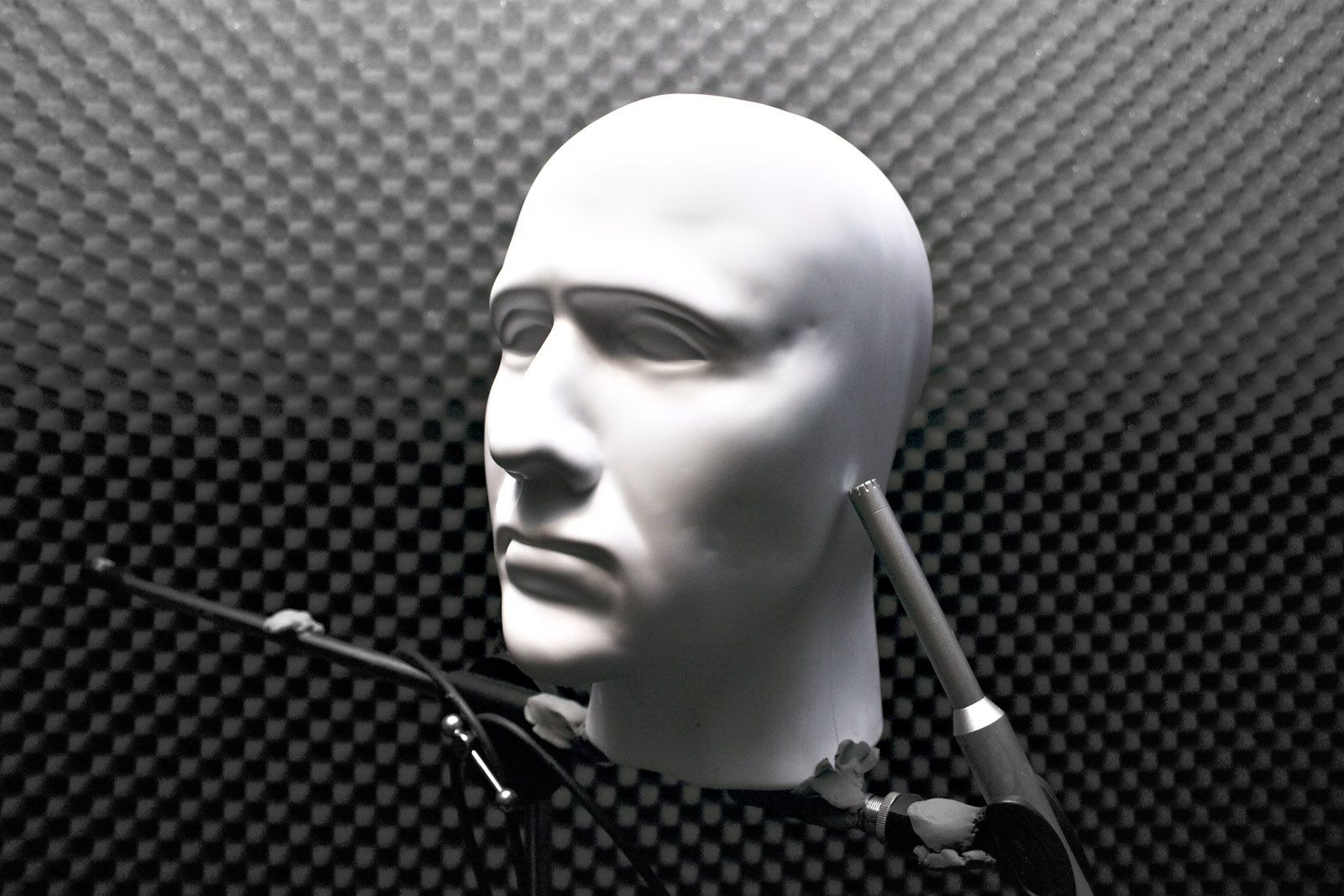
人头录音用于两路立体声录音；第二只麦克风被遮盖。

在声学裡，人头录音（Dummy head recording）也称仿真人头录音是一种双路立体声录音的录音方式，它使得人可以通过聆听耳机来定位声源，从而感受到真实的声场感。
人类对声源的定位感知非常复杂，它由以下效应组成：
1. 简单的“左-右”信息可以通过相对电平的不同和每只耳朵接收到的不同而获得。
2. 对于打击乐器的声音，皮肤可以感受到声波的冲击。
3. 声波在进入鼓膜时，受人体的反射、折射和衍射而扭曲变形，大脑能根据经验判断出声源的方位和距离。此一研究領域為头部相关传输函数（HRTF）。

传统立体声录音只利用到第1項效应；而人头录音同时利用到1和3兩項效應。

## 方法
利用效应3来编码声场信息主要有三种方式：
1. 人头录音使用一个人造的、模拟真实人类头部声学材质的仿真人头模型，在人耳鼓膜的位置放置两个麦克风。
2. 模拟人头录音设备处理电子信号，直接将HRTF信息编码入内。
3. 将一对特制的麦克风放入一位志愿者的耳内，以获得真实的颅内声音。

## 历史
在历史上，人头录音已与仿真人头联系起来。这种“人头”可以放置在音乐厅用于现场录制，或者让演员站在假头周围录制对话。仿真人头也可以用于预录制包含位置信息的音效（比如说，它可以是鸟叫声或者听众头顶的雷声；使用传统方式则不能达到这样的效果）。
在20世纪90年代，电子设备开始在商业上被用于数字化处理DSP HRTF。这些设备允许操作员使用调谐装置来实时调整声音的方向性。它们罕见而价格昂贵，但是操作员可以方便快捷地将预录制的音效“放置”和动态移动。通过操作调谐装置，音效工程师可以将一个汽车驶过的单声道录音变得听起来像是就在听众身后。而使用“物理的”仿真人头，这仍然需要一个预录制的声音以及一个可以移动喇叭或是一个有序的喇叭阵列。
随着便携式数字录音机（使用数字音频磁带和MD碟格式）变得越来越流行，市场上也开始出现像Sound Professionals SP-TFB-2这样的微型入耳式麦克风，将他们放入耳内就可以轻松录制自己的“人头录音”。自从这些设备变得更像耳塞，它们可以被隐蔽地戴着录制音乐会现场、实况，或是录制混入传统录音的逼真三维环境音音效（比如鸟叫、交通噪音或是人群的声音）。

## 优点
只需使用一套立体声耳机就可以营造出令人信服的360度声场效果，这是相对于传统录音方式无法比拟优势。

## 缺点
1. 佩戴者在录音的过程中不能佩戴监听耳机、不能接受可听见的指令、不能转向或是倾斜他们的头部，还要注意不要在录音的时候咳嗽或者清喉。
2. 只能使用立体声耳机聆听才能达到预期效果，喇叭扬声器是不行的。
3. 最终效果依赖于录音员和听众的头部的声学属性的相似度——目前还没有简单有效的办法能解决这个问题。

## 示例
- 请注意：只有使用立体声耳机才能获得期望效果
- 索尼 Virtualphones Technology ; 5.1ch & 7.1ch > to >{convert}> (2ch Holophonics) 耳机, (Sony Virtualphones) hardware.

## 参阅
- 头部相关传输函数（Head-related transfer function，HRTF）